# Akira Sone
Akira Sone (素根 輝?, Sone Akira; Kurume, 9 luglio 2000) è una judoka giapponese.

## Palmarès
- Giochi olimpici

Tokyo 2020: oro nei +78 kg.
Parigi 2024: argento nella gara a squadre.
- Mondiali

Budapest 2017: oro nella gara a squadre.
Baku 2018: oro nella gara a squadre.
Tokyo 2019: oro nei +78 kg e nella gara a squadre.
- Giochi asiatici

Giacarta 2018: oro nei +78 kg e nella gara a squadre.
- Mondiali juniores

Zagabria 2017: oro nei +78 kg.
- Mondiali cadetti

Sarajevo 2015: oro nei +70 kg.

### Vittorie nel circuito IJF
| Data             | Località | Paese   | Categoria     |
| ---------------- | -------- | ------- | ------------- |
| 27 maggio 2018   | Hohhot   | Cina    | Grand Prix    |
| 15 dicembre 2018 | Canton   | Cina    | World Masters |
| 26 luglio 2019   | Zagabria | Croazia | Grand Prix    |